# Tanabe (métro d'Osaka)
Pour les articles homonymes, voir Tanabe.
Tanabe (田辺駅, Tanabe-eki) est une station du métro d'Osaka sur la ligne Tanimachi, située dans l'arrondissement d'Higashisumiyoshi à Osaka.

## Situation sur le réseau
La station Tanabe est située au point kilométrique (PK) 20,5 de la ligne Tanimachi.

## Histoire
La station a été inaugurée le 27 novembre 1980.

## Services aux voyageurs

### Accès et accueil
La station est ouverte tous les jours.

### Desserte
- Ligne Tanimachi :
  - voie 1 : direction Yaominami
  - voie 2 : direction Dainichi

## Dans les environs
- Parc Momogaike (ja)